# Stadio Toumba
Lo stadio Toumba (in greco: Γήπεδο Τούμπας) è uno stadio calcistico, dotato di pista d'atletica, che si trova nella città di Salonicco, in Grecia. Trae il nome dal distretto in cui sorge.
Inaugurato nel 1959, l'impianto ha una capienza di 28 700 posti a sedere e ospita le partite casalinghe del PAOK, squadra che è anche proprietaria dello stadio. La capienza iniziale era di 45 000 posti, ridotti nel corso delle varie ristrutturazioni, fino ad arrivare ai 32 000 del 1998, quando furono installati i seggiolini, e ai 28 703 attuali.

## Storia
I lavori di costruzione dello stadio iniziarono nel 1959, con un finanziamento di 1,1 milioni di dracme del Ministero della cultura e dello sport. Decisivo fu l'apporto dello stato maggiore della Difesa nazionale greca, che contribuì a espropriare il terreno su cui sarebbe sorto lo stadio: in particolare fu il ministro della Difesa Georgios Themelis a varare l'esproprio del terreno nel 1958, durante il governo di Kōnstantinos Karamanlīs. 
Il progetto, diretto dall'architetto Minas Trempelas e dall'ingegnere Antonis Trigliano, fu portato a compimento in pochi mesi e lo stadio, della capienza originaria di 45 000 spettatori, fu inaugurato il 6 settembre 1959, con un'amichevole tra PAOK e AEK Atene. 
Il 19 dicembre 1976 fu registrato il record di affluenza allo stadio Toumba, quando 45 252 riempirono lo stadio in occasione di PAOK Salonicco-AEK Atene, gara di massima serie.
Nel 1998, con l'entrata in vigore delle nuove norme di sicurezza sugli stadi, la capienza fu ridotta a 32 000 posti a sedere. Nel 2000 l'introduzione delle zone di sicurezza fece sì che la capienza si riducesse ulteriormente a 28 703 posti.
Lo stadio subito numerosi interventi di ristrutturazione: tra gli anni sessanta e settanta del XX secolo e, quello più significativo, nel 2003. In quest'ultima circostanza, in previsione dei Giochi olimpici del 2004, fu edificato, a ridosso della tribuna ovest (Gate 1, 2 e 3), un edificio di quattro piani con tribune VIP, aree di servizio, zone adibite alle stazioni televisione e alla stampa. Si provvide, inoltre, all'inserimento di nuovi seggiolini, al cambio del manto erboso, alla sistemazione degli spogliatoi, al rinforzo dei pilastri di cemento posti sotto la curva nord (Gate 4 e Gate 4A) e all'aggiunta degli uffici del club all'interno dello stadio.
Nel 2012, con l'avvento del nuovo proprietario delle quote di maggioranza del PAOK, Ivan Savvidis, fu programmato un ulteriore rinnovamento dello stadio, che trovò realizzazione nel 2014-2015. Fu creata una suite presidenziale e furono ammodernati gli spazi riservati ai media, al terzo piano dell'edificio realizzato qualche anno prima. Agli inizi di settembre del 2015 fu cambiato nuovamente il manto erboso.

## Galleria d'immagini

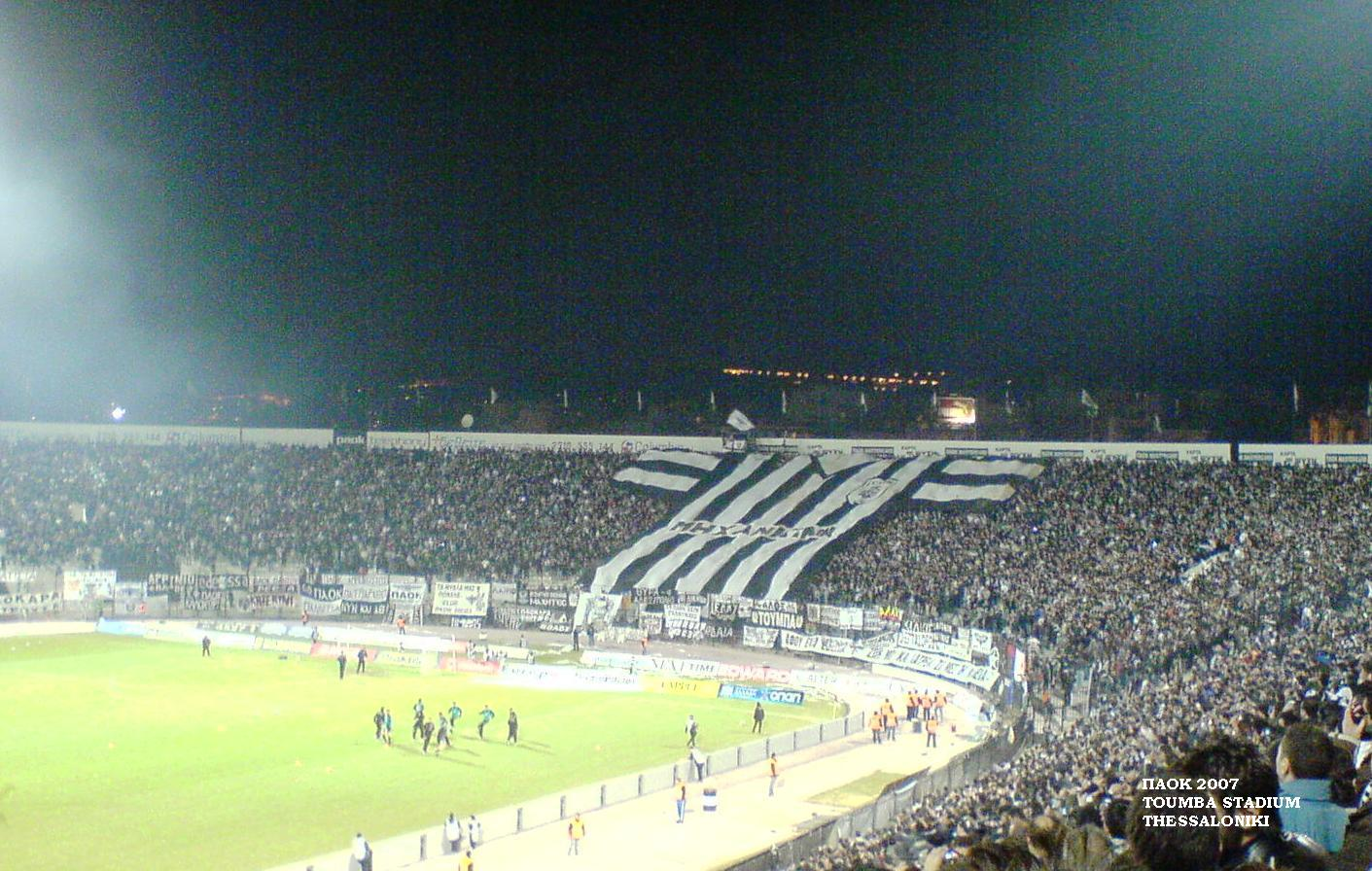
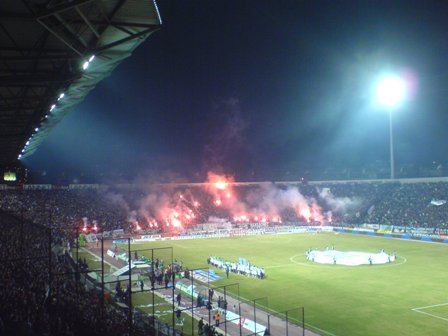
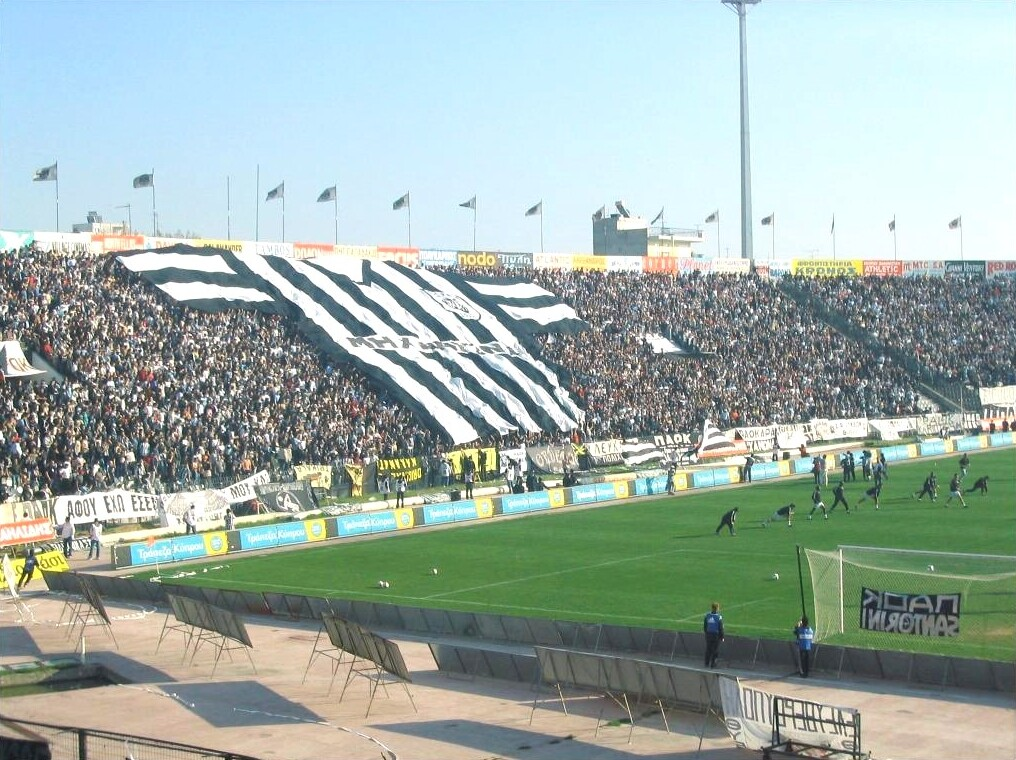
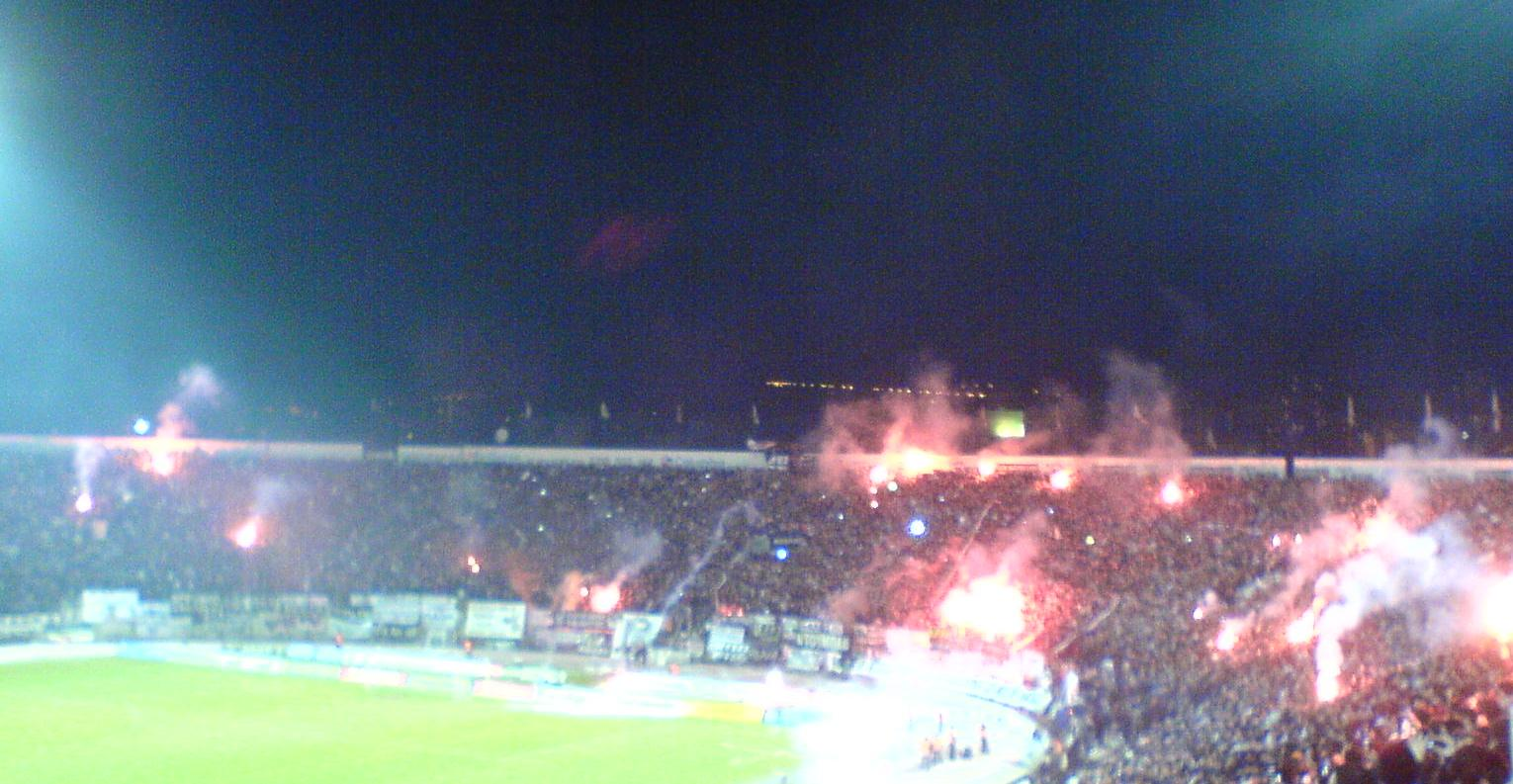
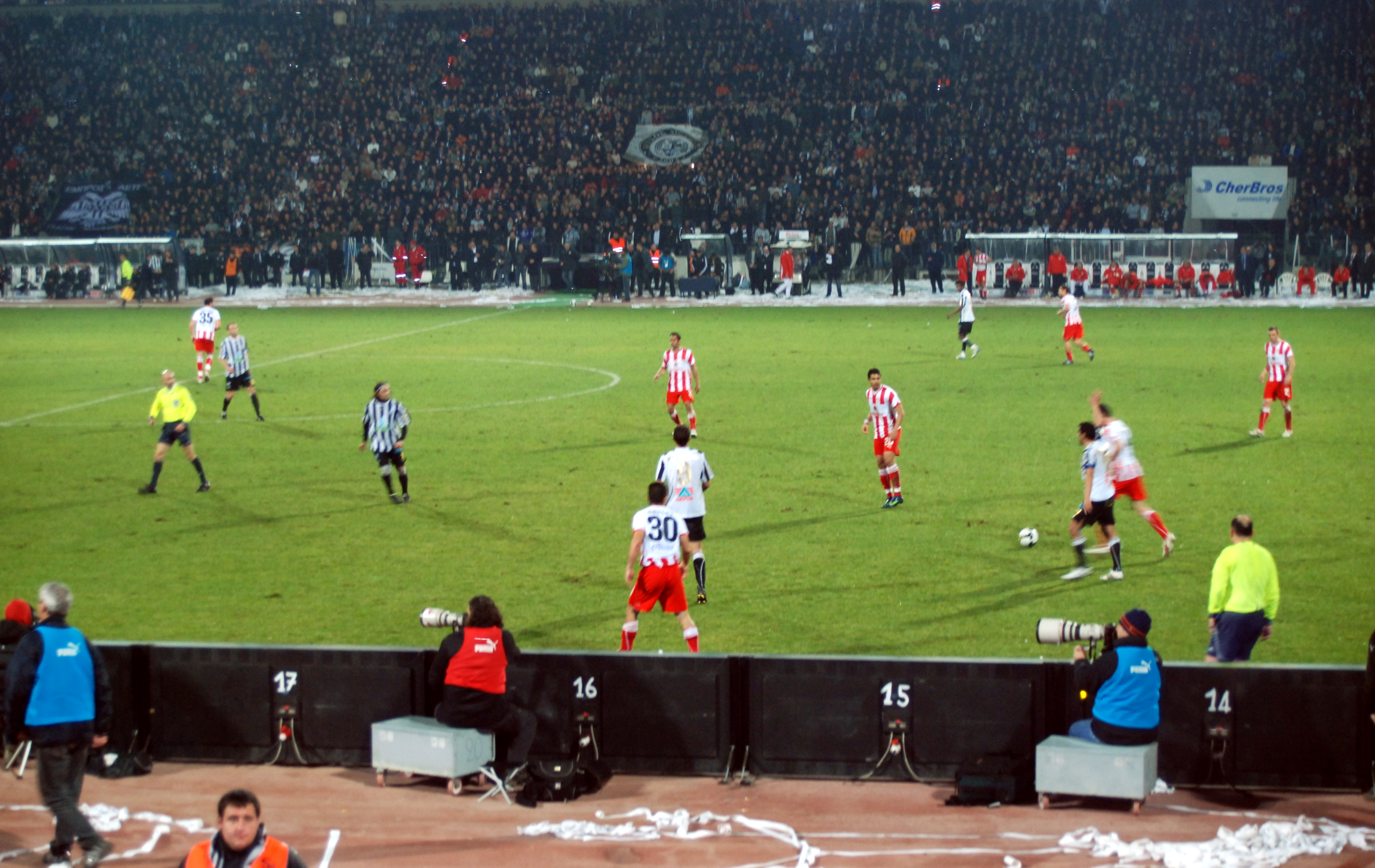
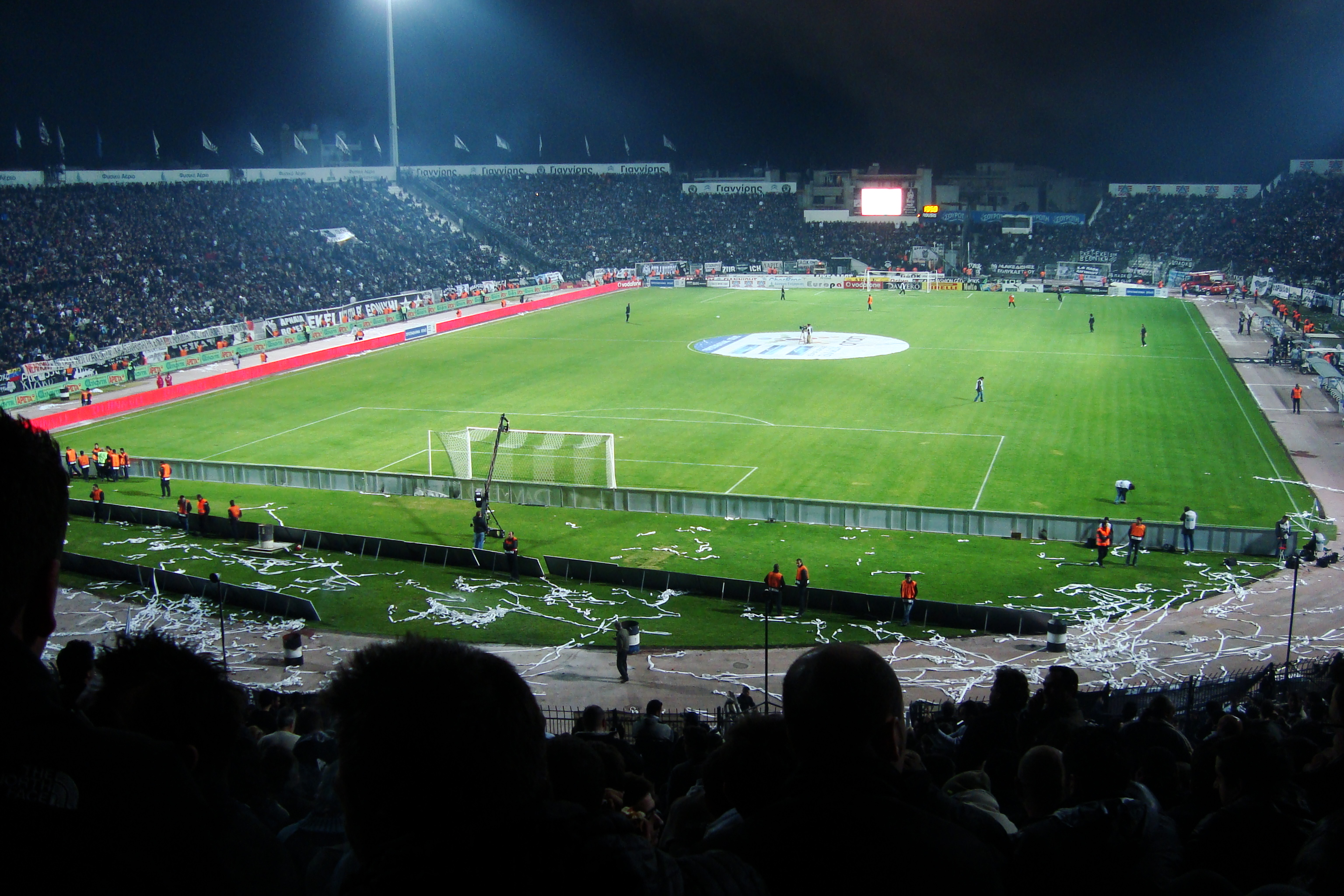